# Grace Eldering
Grace Eldering (Rancher, Montana, 5 de setembre de 1900 – Grand Rapids, 31 d'agost de 1988) va ser una científica de salut pública estatunidenca, coneguda per la seva participació en la creació d'una vacuna per a la tos ferina juntament amb Pearl Kendrick i Loney Gordon.

## Primers anys de vida i educació
Els pares d'Eldering havien emigrat als Estats Units abans que ella naixés, ja que la seva mare havia arribat d'Escòcia i el pare, dels Països Baixos. Va contreure i sobreviure a la tos ferina quan tenia cinc anys, cosa que la va portar en l'edat adulta a involucrar-se en la ciència. Després de l'institut, Eldering va estudiar a la Universitat de Montana durant quatre semestres abans que els problemes econòmics li fessin abandonar els estudis. Va ensenyar en una escola durant quatre anys, estalviant prou diners per tornar a la universitat i obtenir una llicenciatura en ciències. Després va passar a ensenyar anglès i biologia a l'institut Hysham. Va continuar la seva educació més tard i va obtenir un doctorat en ciències el 1942, a la Universitat Johns Hopkins.

## Carrera i recerca
El 1928, Eldering es va traslladar a Lansing, Michigan, per fer voluntariat a la Michigan Bureau of Laboratories. Va ser contractada en sis mesos per fer anàlisis bacteriològiques rutinàries. Finalment es va traslladar al Laboratori del Departament de Salut de Michigan a Grand Rapids, on el 1932 es va unir a Pearl Kendrick i Loney Clinton Gordon per treballar en el cultiu de mostres de bacteris pertussis al laboratori. El desenvolupament d'aquesta vacuna contra la tos ferina va ser notable per incloure el primer assaig clínic controlat a gran escala d'una vacuna contra la tos ferina. Això es va dur a terme mitjançant la creació d'una àmplia xarxa de professionals mèdics i organitzacions veïnals per tal d'obtenir grans mostres de tos ferina del màxim nombre possible de pacients diferents. Kendrick i Eldering van iniciar un "servei de diagnòstic de plaques per a la tos" l'1 de novembre de 1932, mitjançant el qual es podien enviar plaques per a la tos d'individus sospitosos d'infecció per a la seva confirmació. Això també els va permetre determinar el període de temps d'infectivitat de la tos ferina i quan els infectats tenien el risc més alt d'infectar els altres del seu voltant. A més, van establir un mètode de quarantena per a Grand Rapids que evitaria que es propagués qualsevol brot i exigia un període d'aïllament de 35 dies per als pacients infectats. En tres anys, els seus mètodes s'havien convertit en una rutina oficial tant per al comtat com per a tot l'estat. Mentre intentaven crear aquests mètodes, Eldering i Kendrick van tenir dificultats per finançar la feina. La seva investigació va tenir lloc enmig de la Gran Depressió, cosa que va dificultar l'obtenció de fons ja escassos. Finalment van rebre finançament de programes federals d'ajuda d'emergència, del govern de la ciutat i de donants privats. Tot l'experiment es va dur a terme fora de l'horari laboral perquè el departament de salut tenia tan poc personal que no hi podien dedicar temps durant l'horari laboral normal. També van fer que tècnics d'infermeria i metges privats oferissin el seu temps com a voluntaris per ajudar a preparar i administrar la vacuna.

## La vacuna
Tot i que els mètodes que van desenvolupar havien permès a Kendrick i Eldering elaborar vacunes específiques per als infectats, no van començar a treballar en una vacuna general fins a finals de 1933. El seu sistema de divulgació entre metges, funcionaris municipals i administracions escolars va permetre la inoculació ràpida en nens i nenes i altres habitants de la ciutat. Aquest assaig va durar més de tres anys (març de 1934 - novembre de 1937) i va involucrar més de 5.815 nens. El disseny i els procediments dels assajos eren un treball en curs, ja que ni Kendrick ni Eldering tenien experiència en la creació d'assajos clínics. A l'octubre de 1935 van presentar les seves troballes preliminars a la reunió anual de l'Associació Americana de Salut Pública. La seva vacuna consistia en bacteris Bordetella de cèl·lules mortes, amb un antisèptic comú, esterilitzades i suspeses en una solució salina. Moltes figures importants d'aquesta reunió no van voler aprovar aquesta vacuna perquè consideraven que no s'havia provat adequadament. Finalment, Kendrick i Eldering van contractar un consultor per al seu assaig, Wade Hampton Frost, que era professor d'epidemiologia a Johns Hopkins i va fer dos viatges separats a Grand Rapids el novembre de 1936 i el desembre de 1937 per valorar l'assaig i ajudar a elaborar un pla per analitzar-ne les dades. Van continuar treballant en el perfeccionament dels seus mètodes d'inoculació fins al 1938, quan van instituir un sistema de tres vacunes que implicava menys bacteris inactivats, però era molt més eficaç a l'hora de proporcionar resistència a la infecció. La producció massiva d'aquesta nova versió va començar a tot Michigan el 1938 i a tot el país el 1940.
L'any 1944, l'Associació Mèdica Americana va afegir la seva vacuna a la llista d'immunitzacions recomanades; només en aquella dècada la incidència de la tos ferina es va reduir a la meitat, i en trenta anys les morts per tos ferina es van reduir radicalmentː només deu per any a principis dels anys setanta.
El 1951, Eldering va succeir Kendrick com a cap del Laboratori de Michigan Occidental del Departament de Salut, i hi va romandre fins que es va jubilar el 1969. Eldering va continuar vivint a Grand Rapids i va fer voluntariat amb persones cegues i amb discapacitats físiques fins que va morir el 1988.

## Premis i honors
Va participar activament en moltes organitzacions professionals, com ara l'Associació Americana de Salut Pública i el Consell Americà de Bacteriòlegs. Va exercir durant un mandat com a presidenta de la branca de Michigan de la Societat Americana de Microbiologia.
Eldering va ser inclosa al Saló de la Fama de les Dones de Michigan el 1983 per la seva tasca en salut pública.
Eldering, juntament amb Kendrick i Gordon, són homenatjades amb una estàtua titulada Adulation: The Future of Science al Centre de Recerca de la Universitat Estatal de Michigan a Grand Rapids, Michigan. L'estàtua, dissenyada per Jay Hall Carpenter, forma part del Projecte Llegendes Comunitàries de la ciutat, que busca construir estàtues en honor de figures destacades de Grand Rapids.